# Behaim Peak
Behaim Peak är en bergstopp i Antarktis. Den ligger i Västantarktis. Argentina, Chile och Storbritannien gör anspråk på området. Toppen på Behaim Peak är 1 150 meter över havet, eller 417 meter över den omgivande terrängen. Bredden vid basen är 1,4 km.
Terrängen runt Behaim Peak är varierad. Trakten är obefolkad. Det finns inga samhällen i närheten.